# الو! الو! من جوجوام
الو الو من جوجوام فیلمی برای کودکان محصول سال ۱۳۷۳ به کارگردانی مرضیه برومند است.

## داستان فیلم
خانم‌بزرگ مصمم است تا گردن‌بند معروف به «آینه جادو» را به نوه‌اش ریحان ببخشد، اما نیمتاج خانم دختر طردشده خانم‌بزرگ و هم‌چنین پسرش که نمی‌خواهند این امر صورت گیرد با کمک دو سارق (جهانگیر و عبدالله) تصمیم به سرقت گردن‌بند می‌گیرند. سارقین، به هنگام فرار سوار اتومبیل صمیمی (عروسک‌ساز نمایش کودکان) و ساکن منزل خانم‌بزرگ شده و از صحنه دور می‌شوند، در حالی‌که عروسک‌های جوجو و میو نیز سوار ماشین هستند...

## بازیگران
- مهدی هاشمی در نقش صمیمی
- حسن رضایی در نقش چنگیز
- محمود بصیری در نقش غلام
- مهتاب نصیرپور در نقش خانم مفید
- فهیمه راستکار در نقش نیمتاج
- ریحان برومند در نقش ریحان
- رقیه چهره‌آزاد در نقش حاج خانوم
- کیومرث ملک‌مطیعی در نقش آمیرزا
- جهانگیر فروهر در نقش عبدل
- جهانگیر صمیمی‌فرد در نقش رییس کلانتری
- مهری ودادیان در نقش مادر صمیمی
- ارژنگ امیرفضلی در نقش اندی
- فرخ‌لقا هوشمند در نقش دایه
- مریم سعادت در نقش جوجو
- عادل بزدوده در نقش میو
- روح‌الله مفیدی در نقش سمسار